# Port Colborne
Port Colborne ist eine Stadt der Regional Municipality of Niagara (Regionalgemeinde) im Südwesten der kanadischen Provinz Ontario in Kanada.

## Lage
Die Stadt liegt im Süden der Regionalgemeinde am Ufer des Eriesees in den Hügeln der Niagara-Schichtstufe. Von hier führt der Wellandkanal Richtung Norden zum Ontariosee.

## Geschichte
Gegründet wurde Port Colborne von Siedlern um 1830. Durch das Bevölkerungswachstum Mitte des 19. Jahrhunderts wurde Port Colborne im Jahr 1870 als Dorf bezeichnet. Die Bezeichnung als Stadt, mit Verleihung der Stadtrechte, wurde 1966 erreicht. Benannt ist die Gemeinde nach John Colborne, 1. Baron Seaton, 1828–1836 Vizegouverneur von Oberkanada.

## Einwohner
Die Bewohner von Port Colborne arbeiten in den vielen mittelständischen Betrieben in der Stadt. Port Colborne ist ein bedeutendes Zentrum für Landwirtschaft und Tourismus in Kanada. Der wichtigste Landwirtschaftszweig ist der Obst- und Gemüseanbau und im geringen Umfang der Weinbau in den Hügeln der Niagara-Schichtstufe (siehe Weinbau in Kanada).
Die Stadt befindet sich im südöstlichen Ende des als Golden Horseshoe bekannten Ballungsgebietes.
Im Jahr 2016 lag die Bevölkerungsanzahl bei 18.306 Einwohnern.

## Persönlichkeiten
- Francis William „Dinty“ Moore (1900–1976), in Port Colborne geborener Eishockeytorwart, - schiedsrichter und -funktionär
- Louis Crompton (1925–2009), in Port Colborne geborener Autor und Historiker
- Theodore Samuel „Teeder“ Kennedy (1925–2009), in Port Colborne verstorbener Eishockeyspieler
- Joseph „Bronco“ Horvath (1930–2019), in Port Colborne geborener  Eishockeyspieler und -trainer
- Bill McBirnie (* 1953), in Port Colborne geborener Jazzmusiker
- Matt Craven (* 1956), in Port Colborne geborener Film- und Theaterschauspieler
- David Lametti (* 1962), in Port Colborne geborener Rechtswissenschaftler und Politiker